# Liste der Baudenkmale in Warsow
In der Liste der Baudenkmale in Warsow sind alle Baudenkmale der Gemeinde Warsow (Landkreis Ludwigslust-Parchim) und ihrer Ortsteile aufgelistet (Stand: Januar 2021).

## Kothendorf
| ID | Lage                  | Bezeichnung                                | Beschreibung | Bild |
| -- | --------------------- | ------------------------------------------ | ------------ | ---- |
|    | Brückenberg 6 (Karte) | Häuslerei                                  |              |      |
|    | Dorfstraße 3 (Karte)  | Wohnhaus                                   |              |      |
|    | Dorfstraße 6 (Karte)  | Scheune                                    |              |      |
|    | Dorfstraße 7 (Karte)  | Scheune                                    |              |      |
|    | Dorfstraße 8 (Karte)  | Wohnhaus                                   |              |      |
|    | Dorfstraße 9 (Karte)  | Wohnhaus (ehem. Gaststätte) mit Saalanbau  |              |      |
|    | Dorfstraße 12 (Karte) | Wohnhaus                                   |              |      |
|    | Dorfstraße 14 (Karte) | Scheune                                    |              |      |
|    | Dorfstraße 16 (Karte) | Wohnhaus mit Hofzufahrt und Inschriftstein |              |      |
|    | Dorfstraße (Karte)    | Glockenstuhl mit Glocke                    |              |      |
|    | Dorfstraße            | Gefallenendenkmal 1914/18                  |              |      |

## Krumbeck
| ID | Lage               | Bezeichnung                   | Beschreibung | Bild                        |
| -- | ------------------ | ----------------------------- | ------------ | --------------------------- |
|    | Zur Sude 1 (Karte) | Hallenhaus und Trockenmauer   |              | Hallenhaus und Trockenmauer |
|    | Zur Sude 2 (Karte) | Wohnhaus und Scheune          |              |                             |
|    | Zur Sude 3 (Karte) | Wohnhaus und Scheune          |              |                             |
|    | Zur Sude 5 (Karte) | Hallenhaus, Scheune und Stall |              |                             |
|    | Zur Sude 9 (Karte) | Hallenhaus und Scheune        |              |                             |

## Sudenmühle
| ID | Lage          | Bezeichnung   | Beschreibung | Bild |
| -- | ------------- | ------------- | ------------ | ---- |
|    | Nr. 1 (Karte) | Mühlengebäude |              |      |

## Warsow
| ID | Lage                         | Bezeichnung | Beschreibung | Bild           |
| -- | ---------------------------- | --- | --- | -------------- |
|    | Am Bach 1 (Karte)            | Hallenhaus | Niederdeutsches Hallenhaus von 1787 mit reetgedecktem Dach und mit weitgehend originalem Grundriss |                |
|    | (Karte)                      | Kirche mit umgebender Trockenmauer und Grabstein auf dem Kirchhof (Sandstein), Orgel (1833) von Jacob Friedrich Friese | Gotische, mittelalterliche Saalkirche in Warsow aus Granitbruchstein mit Strebepfeilern und mit Fachwerk - Dachreiter; Chor aus Feldstein; 1863 und 1892 durch Sanierungen sehr stark verändert und verlängert; barocker Taufengel, Friese - Orgel von 1833, Glocken von 1309 und 1474. | Weitere Bilder |
|    | Ringweg 6 (Karte)            | Hallenhaus | |                |
|    | Ringweg 7 (Karte)            | ehem. Pfarrhaus | |                |
|    | Schweriner Straße 21 (Karte) | Gasthaus | |                |